# Jestřebice
Jestřebice (Duits: Jestrebitz of Jestrebitz bei Kleinhermanitz) is een Tsjechische plaats in de gemeente Heřmaničky in de regio Midden-Bohemen en maakt deel uit van het district Benešov. Het dorp ligt op ongeveer 3 kilometer afstand van Heřmaničky.
Jestřebice telt 23 inwoners (2021).

## Geschiedenis
De eerste schriftelijke vermelding van het dorp dateert van 1382. Tot en met het midden van de 19e eeuw stond Jestřebice onder bestuur van Votice.
Tussen 1900 en 1979 maakte Jestřebice deel uit van de gemeente Arnoštovice. In 1960 werd Arnoštovice ingedeeld bij het district Benešov en per 1 januari 1980 ging de gemeente op in Heřmaničky.

## Verkeer en vervoer

### Autowegen
Er leidt een regionale weg naar het dorp.

### Spoorlijnen
Er is geen station in Jestřebice; het dichtstbijzijnde station is in Votice, ten noorden van het dorp.

### Buslijnen
De volgende buslijn halteert in het dorp:
| Halte                  | Lijn(en) | Traject(en)      | Vervoerder   |
| ---------------------- | -------- | ---------------- | ------------ |
| Heřmaničky, Jestřebice | 451      | Votice - Borotín | CŠAD Benešov |

## Bezienswaardigheden
- Monumentale linde, die volgens metingen uit 2006 een hoogte van 130 centimeter en een omtrek van ongeveer 950 cm heeft

## Galerij

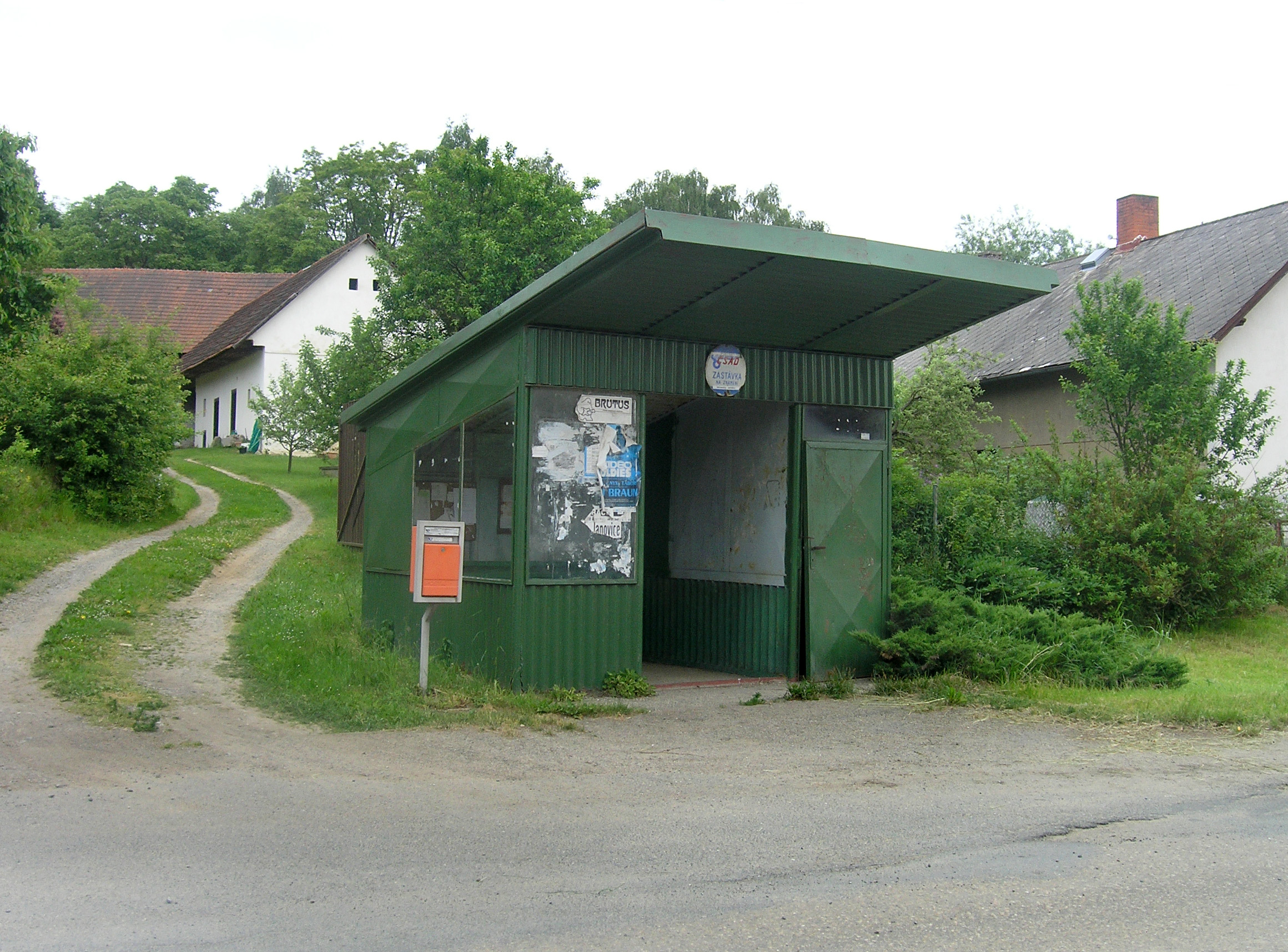
Bushalte in het dorp (2015)
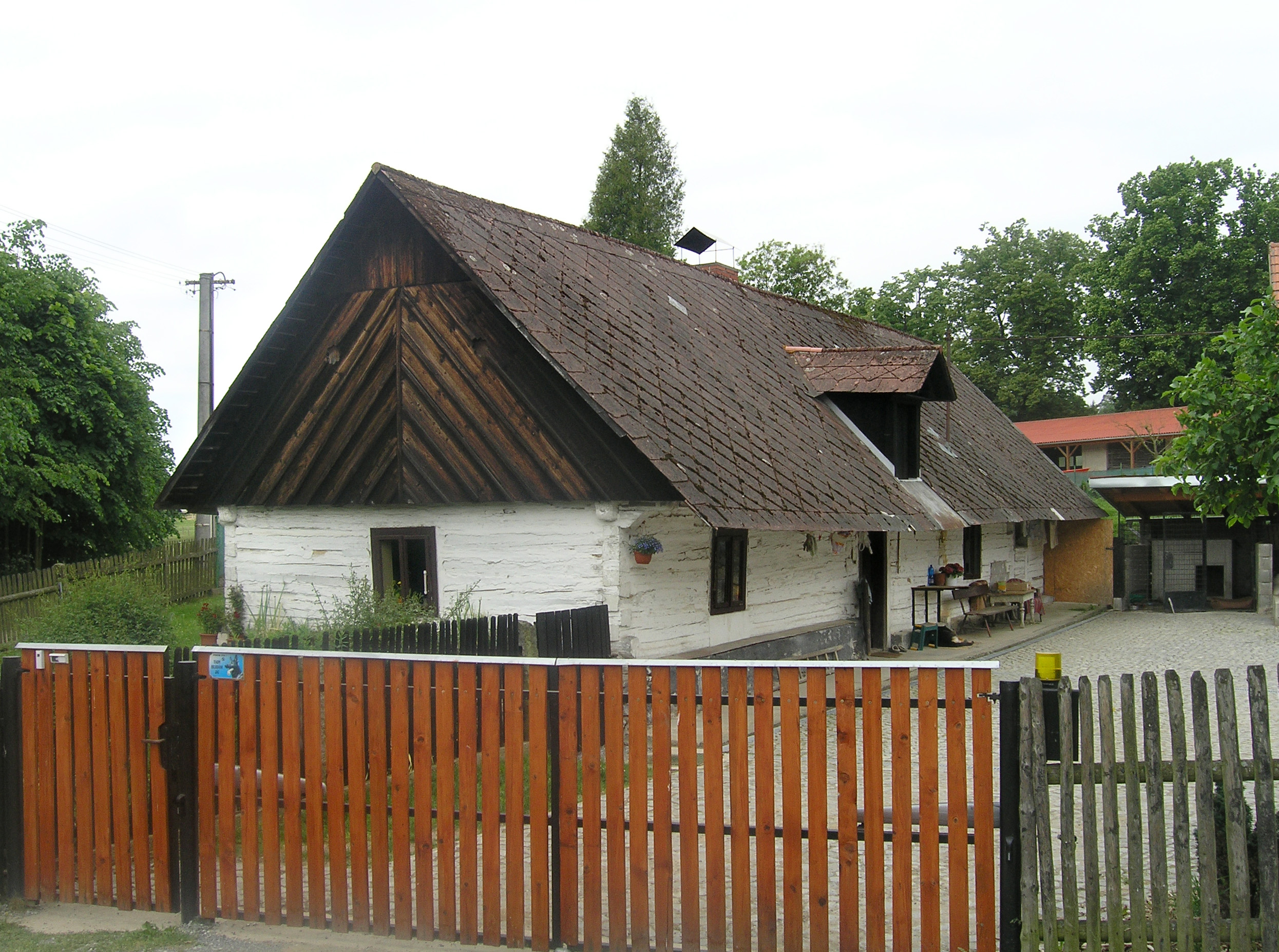
Oude boerderij in het dorp (2015)